# Frances Langford
Frances Langford, född Julia Frances Newbern Langford 4 april 1913 i Lakeland, Florida, död 11 juli 2005 i Jensen Beach, Florida, var en amerikansk sångerska och skådespelare.
Langford var en populär vokalist under 1930- och 1940-talen. Langford hade huvud- och biroller i en rad Hollywoodfilmer, där hon sjöng med sin mjuka, melodiska röst. Bland hennes största skivsuccéer märks "I'm In The Mood For Love" och "When You Wish upon a Star".
Frances Langford är mest känd för sina radioshower och medverkade även i många av Bob Hopes radiosändningar under andra världskriget. 
Langford var gift tre gånger, i sitt första äktenskap med skådespelaren Jon Hall 1938–1955.

## Filmografi i urval
- Every Night at Eight (1935)
- Mitt liv är en dans (1936)
- The Hit Parade (1937)
- Swingskolan (1940)
- Yankee Doodle Dandy (1942)
- Irving Berlins paradrevy (1943)
- Girl Rush (1944)
- Moonlight Serenade (1954)